# Open Harmonie mutuelle
O Open Prévadiès Saint–Brieuc é uma competição de tênis masculino, válido pelo ATP Challenger Tour, realizado desde 2004, em piso de saibro, em Saint-Brieuc, França.

## Edições

### Simples
| Ano  | Campeão             | Vice-Campeão          | Placar                    |
| ---- | ------------------- | --------------------- | ------------------------- |
| 2019 | Kamil Majchrzak     | Maxime Janvier        | 6–3, 7–6(7–1)             |
| 2018 | Ričardas Berankis   | Constant Lestienne    | 6–2, 5–7, 6–4             |
| 2017 | Egor Gerasimov      | Tobias Kamke          | 7–6(7–3), 7–6(7–5)        |
| 2016 | Alexandre Sidorenko | Igor Sijsling         | 2–6, 6–3, 7–6(7–3)        |
| 2015 | Nicolas Mahut       | Yūichi Sugita         | 3–6, 7–6(7–3), 6–4        |
| 2014 | Andreas Beck        | Grégoire Burquier     | 7–5, 6–3                  |
| 2013 | Jesse Huta Galung   | Kenny de Schepper     | 7–6 (7–4), 4–6, 7–6 (7–3) |
| 2012 | Grégoire Burquier   | Augustin Gensse       | 7–5, 6–7(5–7), 7–6(7–3)   |
| 2011 | Maxime Teixeira     | Benoît Paire          | 6–3, 6–0                  |
| 2010 | Michał Przysiężny   | Rubén Ramírez Hidalgo | 4–6, 6–2, 6–3             |
| 2009 | Josselin Ouanna     | Adrian Mannarino      | 7–5, 1–6, 6–4             |
| 2008 | Christophe Rochus   | Marcel Granollers     | 6–2, 4–6, 6–1             |
| 2007 | Kristian Pless      | Farrukh Dustov        | 6–3, 6–1                  |
| 2006 | Marc Gicquel        | Peter Wessels         | 6–3, 6–1                  |
| 2005 | Olivier Patience    | Victor Ioniţă         | 6–0, 6–2                  |
| 2004 | Olivier Mutis       | Christophe Rochus     | 6–1, 4–6, 6–2             |

### Duplas
| Ano  | Campeões                                 | Vice-Campeões                         | Placar                 |
| ---- | ---------------------------------------- | ------------------------------------- | ---------------------- |
| 2019 | Jonathan Erlich Fabrice Martin           | Jonathan Eysseric Antonio Šančić      | 7–6(7–2), 7–6(7–2)     |
| 2018 | Sander Arends Tristan-Samuel Weissborn   | Luke Bambridge Joe Salisbury          | 4–6, 6–1, [10–7]       |
| 2017 | Andre Begemann Frederik Nielsen          | David O'Hare Joe Salisbury            | 6–3, 6–4               |
| 2016 | Rameez Junaid (2) Andreas Siljeström (3) | James Cerretani Antal van der Duim    | 5–7, 7–6(7–4), [10–8]  |
| 2015 | Grégoire Burquier Alexandre Sidorenko    | Andriej Kapaś Yasutaka Uchiyama       | 6–3, 6–4               |
| 2014 | Dominik Meffert Tim Puetz                | Victor Baluda Philipp Marx            | 6–4, 6–3               |
| 2013 | Tomasz Bednarek Andreas Siljeström (2)   | Jesse Huta Galung Konstantin Kravchuk | 6–3, 4–6, [10–7]       |
| 2012 | Laurynas Grigelis Rameez Junaid          | Stéphane Robert Laurent Rochette      | 1–6, 6–2, [10–6]       |
| 2011 | Tomasz Bednarek Andreas Siljeström       | Grégoire Burquier Romain Jouan        | 6–4, 6–7(4–7), [14–12] |
| 2010 | Uladzimir Ignatik David Marrero          | Brian Battistone Ryler DeHeart        | 4–6, 6–4, [10–5]       |
| 2009 | David Martin Simon Stadler               | Peter Luczak Joseph Sirianni          | 6–3, 6–2               |
| 2008 | Adrian Cruciat Daniel Muñoz-De La Nava   | Yu Xin-yuan Zeng Shao-Xuan            | 4–6, 6–4, 10–4         |
| 2007 | Jean-Baptiste Perlant Xavier Pujo        | Jean-Christophe Faurel Jérôme Haehnel | 2–6, 6–2, 10–7         |
| 2006 | Eric Butorac Chris Drake                 | Michael Lammer Stéphane Robert        | 6–4, 6–4               |
| 2005 | Victor Ioniţă Gabriel Moraru             | Michal Mertiňák Daniel Vacek          | 6–1, 6–4               |
| 2004 | Christophe Rochus Tom Vanhoudt           | David Škoch Jiří Vaněk                | 6–0, 6–1               |